# 당인춤
'당인춤(唐人おどり)은 미에현 스즈카시 히가시타마가키초와 오카야마현 우시마도초에서 전래오는 축제이다.

## 같이 보기
- 도진야시키